# 6229 Tursachan
6229 Tursachan eller 1983 VN7 är en asteroid i huvudbältet som upptäcktes den 4 november 1983 av den amerikanske astronomen Brian A. Skiff vid Anderson Mesa Station. Den är uppkallad efter det gaeliska ordet för Stående sten.
Asteroiden har en diameter på ungefär 11 kilometer och den tillhör asteroidgruppen Themis.